# Out of the Shadows (film 1916)
Out of the Shadows è un cortometraggio muto del 1916 diretto da Burton L. King. Di genere drammatico, prodotto dalla Selig Polyscope Company, il film aveva come interpreti 
Robyn Adair, Eugenie Forde, Leo Pierson, Virginia Kirtley, Louella Maxam, Ed Brady.

## Produzione
Il film fu prodotto dalla Selig Polyscope Company.

## Distribuzione
Distribuito dalla General Film Company, il film - un cortometraggio in tre bobine - uscì nelle sale cinematografiche statunitensi il 23 ottobre 1916.